# 타파니 사건

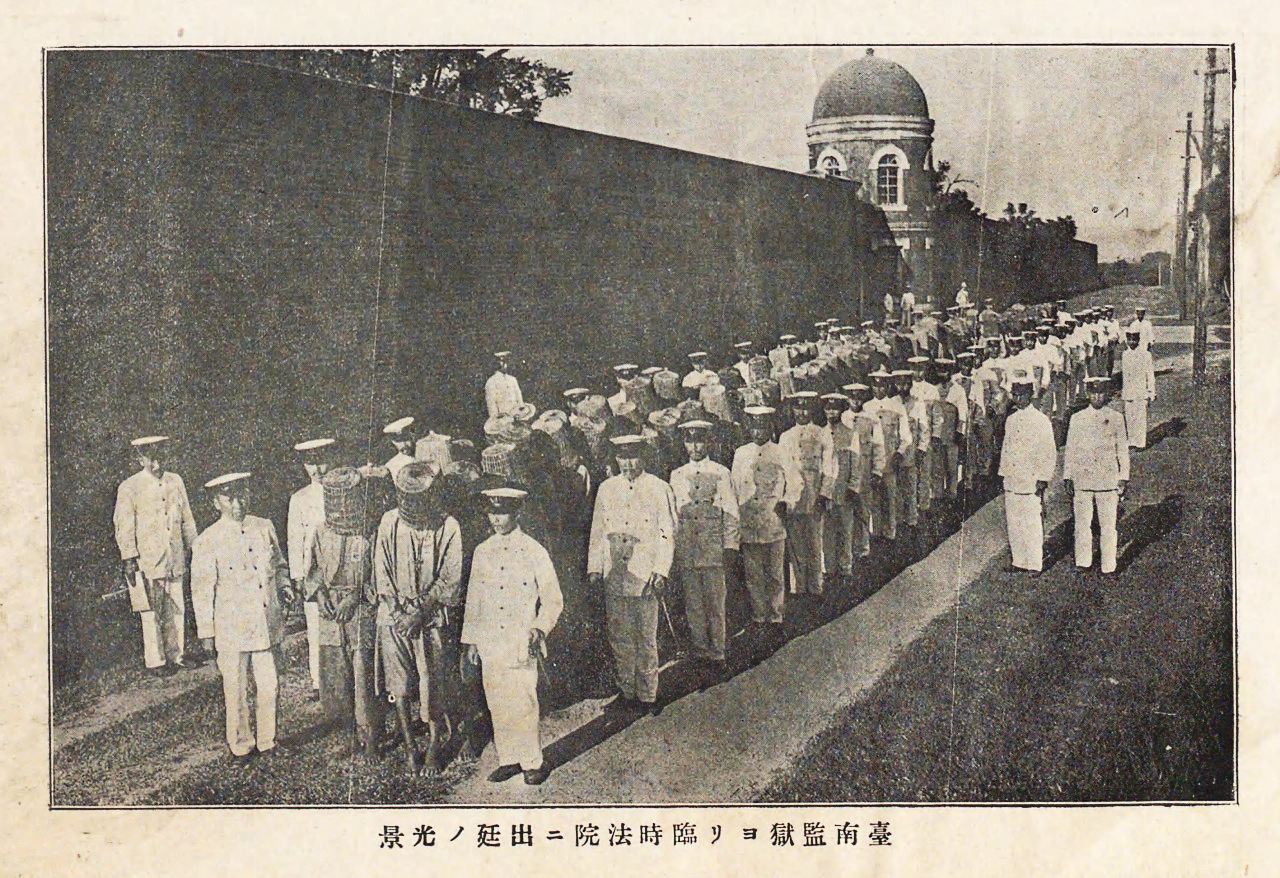

타파니 사건(중국어: 噍吧哖事件 Ta-pa-nî sū-kiāⁿ[*]) 혹은 시라이/세이라이 암 사건(중국어: 西来庵事件, 西来庵事件)은 1915년에 일본령 대만 타이난에 위치한 타파니에서 일어난 대규모 항일 무장 봉기이다. 위칭팡, 뤄쥔, 장딩 등이 봉기를 일으켜 게릴라전 방식으로 저항했으나 일본 제국에 의해 진압되었다. 체포 검거된 사람의 수는 1,957명이고 사형 판결을 받은 사람은 866명이었다.

## 같이 보기
- 2·28 사태
- 3·1 운동